# Ángel Luis Rodríguez
Ángel Luis Rodríguez (15 febbraio 1976) è un ex calciatore panamense, di ruolo centrocampista.

## Carriera

### Club
Ha cominciato a giocare nel Tauro. Nel 2003 è stato acquistato dal San Francisco. Nel 2008 è passato al Sporting S.M.. Nel 2009 si è trasferito all'Árabe Unido. Nel 2010 è tornato allo Sporting S.M., con cui ha concluso la propria carriera nel 2012.

### Nazionale
Ha debuttato in Nazionale nel 1995. Ha partecipato, con la Nazionale, alla CONCACAF Gold Cup 2005.

## Palmarès

### Club

#### Competizioni nazionali
- Campionato panamense di calcio: 8

Tauro: 1996-1997, 1997-1998, 1999-2000
San Francisco: 2005, 2006, 2007
Árabe Unido: 2009, 2010